# Гровс, Кристина
Кристина Николь Гровс (англ. Kristina Nicole Groves; 4 декабря 1976, Оттава) — канадская конькобежка, 4-кратная призёр зимних Олимпийских игр 2006 и 2010 годов, 3-кратная чемпионка мира на отдельных дистанциях, четырёхкратная чемпионка Северной Америки в классическом многоборье, 10-кратная чемпионка Канады, 12-кратная призёр.

## Биография
Кристина Гровс впервые заинтересовалась конькобежным спортом в 1988 году, когда смотрела по телевизору соревнования с участием Гаэтана Буше. Осенью 1988 года, в возрасте 11 лет она присоединилась к клубу конькобежцев "Ottawa Pacers" в Оттаве. В 1995 году переехала на проживание в Калгари, для тренировок в Олимпийском овале. Она участвовала на зимних Играх Канады и выиграла "золото" на дистанции 3000 м и "серебро" на 1500 м, а в 1996 году дебютировала на юниорском чемпионате мира.
В сезоне 1998/99 Гровс заняла 3-е место в многоборье на чемпионате Северной Америки в Милуоки и дебютировала на Кубке мира и на чемпионатах мира в многоборье и на отдельных дистанциях. В 2000 году на чемпионате в классическом многоборье заняла 18-е место, а на чемпионате мира на отдельных дистанциях заняла лучшее 11-е место в забеге на 5000 м.
Кристина продолжала получать награды на Национальном чемпионате, а на международном уровне выступала неудачно. В 2002 году она впервые участвовала на зимних Олимпийских играх в Солт-Лейк-Сити, где заняла 8-е место в забеге на 3000 м, 10-е на 5000 м и 20-е место на 1500 м. Следом выиграла чемпионат Северной Америки в многоборье. На чемпионате мира в Херенвене осталась на 16-м месте в сумме многоборья.
На чемпионате мира в Гётеборге в феврале 2003 года она заняла высокое 4-е место в многоборье, а в марте на чемпионате мира на отдельных дистанциях в Берлине стала 6-й на дистанциях 3000 и 5000 м. Через год Кристин выиграла впервые чемпионат Канады в многоборье. В марте на чемпионате мира на отдельных дистанциях в Сеуле вновь стала 6-й в беге на 3000 м.
Сезон 2004/05 стал для Гровс успешным. Сначала она дважды с партнёршами брала "золото" на Кубке мира в командной гонке, а в марте 2005 года на чемпионате мира на отдельных дистанциях в Инцелле завоевала бронзовую медаль на дистанции 3000 м и серебряную в командной гонке и на чемпионате мира в классическом многоборье в Москве заняла 6-е место.
В 2006 году на зимних Олимпийских играх в Турине она выиграла две серебряные медали на дистанции 1500 м и в командной гонке, также в забеге на 1000 м заняла 5-е место, на 5000 м - 6-е место и на 3000 м - 8-е место. На чемпионате мира в классическом многоборье выиграла бронзовую медаль. В 2007 году на чемпионате мира на отдельных дистанциях завоевала золотую медаль в командной гонке и выиграла две бронзовые медали на дистанциях 1500 и 5000 м.
В сезоне 2007/08 Гровс выиграла на этапе Кубка мира в забеге на 1500 м, в феврале 2008 года на чемпионате мира в Берлине выиграла бронзовую медаль в сумме многоборья, следом на чемпионате мира на отдельных дистанциях в Нагано она одержала победу на дистанции 3000 м, выиграла два "серебра" в забеге на 1000 м и в командной гонке и две "бронзы" на дистанциях 1500 м и 5000 м.
В сезоне 2008/09 стала серебряным призёром на чемпионате мира в Хамаре в сумме многоборья, на чемпионате мира на отдельных дистанциях в Ричмонде выиграла золотую медаль в командной гонке и две бронзовые на дистанциях 3000 м и 5000 м. В общем зачёте Кубка мира на дистанции 1500 м Гровс стала обладателем Кубка.
В 2010 году Гровс выиграла сразу три "золота" на чемпионате Канады на дистанциях 1000, 1500 и 5000 м, на зимних Олимпийских играх в Ванкувере стала серебряным призёром в забеге на 1500 м и бронзовым на 3000 м, заняла 4-е место в беге на 1000 м, 5-е в командной гонке и 6-е на дистанции 5000 м. После игр участвовала на чемпионате мира в Херенвене, где вновь стала серебряным призёром в многоборье.
В сезоне 2010/11 участвовала на этапах Кубка мира и заняла 3-е место на дистанции 3000 м. Она завершила карьеру спортсменки в 2011 году.
Вместе с Кристин Несбитт и Бриттани Шусслер обладает действующим мировым рекордом в командной гонке, вместе с той же Несбитт и Синди Классен — ещё и олимпийским рекордом.

## Личная жизнь и семья
Кристина Гровс до 1995 года обучалась в средней школе Брукфилд в Оттаве. После окончила Университет Калгари в 2004 году в степени бакалавра на факультете кинезиологии. С 2011 по 2015 год работала в  канадской общественной радио-телевещательной компания CBC аналитиком конькобежного спорта. Также с 2002 по 2015 год работала профессиональным спикером мотивационных презентаций для корпоративной, деловой, спортивной, молодёжной и образовательной аудитории. В 2015 году получила степень магистра в области устойчивого развития энергетики в школе бизнеса Хаскейн при Университете Калгари. В настоящее время она работает консультантом в области возобновляемых источников энергии в Альберте, занимаясь в основном проектами солнечной энергетики коммунального масштаба. Она также является послом проекта и членом правления Alberta Solar Co-op, организации, работающей над строительством первой совместной солнечной фермы в Альберте. Она живёт в доме со своим партнёром Скоттом. У них две маленькие дочери Мэйзи и Астрид. Кристина увлекается горным велосипедом и лыжными гонками.

## Награды
- 2011 год - удостоена звания "Выдающийся выпускник десятилетия" Университета Калгари